# Coaxial
Para otros usos, véase cable coaxial

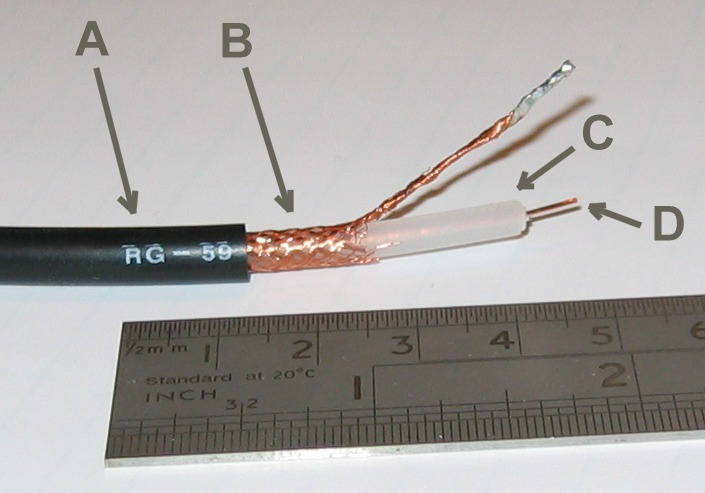
Cable coaxial

En geometría, coaxial significa que dos o más figuras comparten un eje común; es el análogo lineal tridimensional de concéntrico.
El cable coaxial, como ejemplo común, tiene un hilo conductor en el centro (D) un conductor externo circunferencial (B) y un medio aislante llamado dieléctrico (C) separando estos dos conductores. El conductor externo está normalmente revestido por una funda de PVC protectora exterior (A).
La dimensión y el material de los conductores y el aislamiento determinan la impedancia característica del cable y la atenuación a varias frecuencias.
En el diseño de altavoces, los altavoces coaxiales son un sistema de altavoz en el cual las unidades del conductor individual emiten sonido desde el mismo punto o eje.
Una montura de un arma coaxial ubica dos armas en [aproximadamente] el mismo eje, como las armas son generalmente de lado a lado o uno encima del otro, son técnicamente paraxiales en lugar de coaxiales, sin embargo las distancias implicadas significan que son efectivamente coaxiales hasta que el operador esté ocupado.
- Datos: Q1751466